# Le Treport Military Cemetery
Le Treport Military Cemetery is een Britse militaire begraafplaats met gesneuvelden uit de Eerste en Tweede Wereldoorlog, gelegen in de Franse gemeente Le Tréport (departement Seine-Maritime). 
De begraafplaats ligt aan de Route de Dieppe op ruim 300 m ten zuiden van het centrum (Église Saint-Jacques). Ze werd ontworpen door Reginald Blomfield en heeft een trapeziumvormig grondplan met een oppervlakte van ruim 1.600 m². De begraafplaats wordt omsloten door een bakstenen muur en aan de straatzijde bevinden zich twee identieke metalen hekken als toegang. Het Cross of Sacrifice staat vooraan op de aslijn van de begraafplaats en de Stone of Remembrance staat achteraan vlak voor een hoge bakstenen muur die de oostelijke grens van de begraafplaats markeert. Aan de uiteinden van deze muur staan een technische ruimte en een schuilgebouw. De begraafplaats wordt onderhouden door de Commonwealth War Graves Commission.
Er liggen 451 doden begraven waaronder 3 niet geïdentificeerde.

## Geschiedenis
Tijdens de Eerste Wereldoorlog was Le Treport een belangrijk ziekenhuiscentrum. Het No.3 General Hospital werd in november 1914 opgericht, het No.16 General Hospital in februari 1915, het No.2 Canadian General Hospital in maart 1915, het No.3 Convalescent Depot (herstellingsoord) in juni 1915 en het Lady Murray's B.R.C.S. Hospital in juli 1916. In deze hospitalen waren bijna 10.000 bedden beschikbaar. Het No.47 General Hospital kwam in maart 1917 en later dat jaar werden in de buurt een rustkamp voor de divisie en een tankopleidingseenheid gevestigd. Tegen maart 1919 waren de hospitalen gesloten en werd Le Treport het hoofdkwartier van de 68th Division, die zich daar hergroepeerde voor ze naar de Rijn trok. Het bevoorradingsdepot van de divisie werd in juni 1919 gesloten.
Onder slachtoffers zijn er 428 Britten, 15 Canadezen, 1 Australiër en 3 Duitsers uit de Eerste Wereldoorlog en 4 Nieuw-Zeelanders (waaronder 3 niet geïdentificeerde) uit de Tweede Wereldoorlog. 

## Graven
- Margaret Trevenen Arnold was verpleegster bij het Voluntary Aid Detachment en stierf op 12 maart 1916.

### Onderscheiden militairen
- Desmond Palmer Perrin, luitenant bij de Royal New Zealand Air Force werd onderscheiden met het Distinguished Flying Cross (DFC).
- Ralph Bertram Kite, kapitein bij de Oxford and Bucks Light Infantry en Harold Owen Bodvel-Roberts, onderluitenant bij het London Regiment werden onderscheiden met het Military Cross (MC).
- George Leonard, luitenant bij het South Staffordshire Regiment en Samuel John Jones, compagnie sergeant-majoor bij de The King's (Liverpool Regiment) werden onderscheiden met de Distinguished Conduct Medal (DCM).

### Minderjarige militairen
- de soldaten Wilfred Bertram George Jones (Monmouthshire Regiment) en A.R. Burdett (Leicestershire Regiment) waren 16 jaar toen ze stierven.
- de soldaten G. Abbott (West Yorkshire Regiment (Prince of Wales's Own), James Lancelot Huntley (King's Own Scottish Borderers) en William Sharples (Royal Army Medical Corps) waren 17 jaar toen ze stierven.

### Aliassen
- soldaat A. Mann diende onder het alias Arthur Redman bij de Duke of Wellington's (West Riding Regiment).
- soldaat Peter Martin diende onder het alias Peter Finnigan bij het Yorkshire Regiment.